# WWF España
WWF España es la sección española de World Wildlife Fund (WWF), o Fondo Mundial para la Naturaleza en español. Es una de las mayores organizaciones mundiales dedicadas a la conservación de la naturaleza, con sede en más de 100 países. Su misión es detener la degradación ambiental del planeta y construir un futuro en el que el ser humano viva en armonía con la naturaleza, a través de la protección y conservación de la biodiversidad y la disminución de la huella ecológica.

## Inicios
WWF fue fundada en 1961 con el principal objetivo de recaudar fondos y actuar en defensa de la naturaleza amenazada en todo el mundo. Uno de los primeros y más ambiciosos objetivos de WWF fue comprar tierras en Doñana para preservar las marismas salvajes de su inminente industrialización.
La sección española de WWF fue creada el 30 de julio de 1968 con el nombre de ADENA, siglas de Asociación para la Defensa de la Naturaleza. Félix Rodríguez de la Fuente fue uno de sus fundadores y su vicepresidente hasta su muerte en 1980. Gracias a él, se logró la protección de especies amenazadas como el lobo y salvar de la desecación lugares como las Tablas de Daimiel, evitar la construcción en la Albufera o garantizar la protección legal de los parques de Doñana y de Cabrera. El nacimiento de ADENA está por lo tanto muy vinculado con la creación del parque nacional y natural de Doñana, uno de los lugares de mayor biodiversidad de Europa. Más adelante se unió a la red de WWF y pasó a denominarse WWF/Adena. Desde 2009 se denomina WWF España.
La forma de trabajar de ADENA se centra en proyectos de conservación sobre el terreno y con las comunidades locales buscando soluciones a los problemas ambientales, en contraste con las otras grandes organizaciones ecologistas que actúan en España, Greenpeace y Ecologistas en Acción, que trabajan más la denuncia a escala mundial y local, respectivamente[cita requerida]. El logotipo de WWF a nivel mundial, el Panda gigante, se ha convertido en un icono que la opinión pública identifica con la conservación de la naturaleza.

## Década de 1970
Adena creó la primera campaña para la conservación de anfibios en España, campañas de luchas contra el veneno, participó en campañas en defensa de los humedales manchegos, en defensa de la Cabrera, contra la caza ilegal, etc. En 1973 participó en la primera reunión internacional para la conservación del lobo en Europa. En los años posteriores creó el Refugio de Rapaces de Montejo de la Vega. Para conservar la fauna mediterránea se puso en marcha una campaña en defensa de las sierras y bosques de Extremadura. Promovieron la creación del parque nacional de las Tablas de Daimiel.

## Década de 1980
Adena demuestra que se ha asentado en España, crean la revista Panda, participan en proyectos de estudio del Lince ibérico y la Cigüeña blanca, además de estudiar la ecología de otras muchas especies animales y luchar activamente por la conservación de otros muchos. Crean un banco de plantas endémicas del Mediterráneo español. Crean la campaña de concienciación "Salvemos las plantas que nos salvan a nosotros", una iniciativa sin precedentes para la conservación de los bosques. Crean la reserva Fitogenética de La Encantada. Inician las actividades de Educación Ambiental. Dan un duro golpe al furtivismo de osos en Asturias. Siguen preocupándose del estado de Doñana y se manifiestan en contra de la construcción de la urbanización Costa Doñana.

## Década de 1990
WWF ayudó a completar la lista de espacios naturales a integrar en la Red Natura 2000 mediante la elaboración de listas paralelas a las oficiales.

## SigloXXI

### Presidencia de Honor
En 2012 se desató una polémica centrada en una cacería de elefantes en Botsuana protagonizada por el antiguo rey 
Juan Carlos I de España, Presidente de Honor de WWF-España desde su fundación en 1968. El monarca venía asistiendo a estas cacerías desde 2006, pero la noticia salió a la luz cuando el gobierno anunciaba duros recortes económicos para la sociedad española. El 21 de julio de 2012, una asamblea extraordinaria de la organización decidió por 226 a 13 votos suprimir el cargo de Presidente de Honor de sus estatutos.